# JuVaughn Harrison
JuVaughn Krishna Harrison, noto anche come JuVaughn Blake (Huntsville, 30 aprile 1999), è un altista e lunghista statunitense.

## Biografia
Si è messo in mostra a livello giovanile ai Mondiali under 20 di Tampere 2018, vincendo la medaglia di bronzo nel salto in lungo.
Il 27 giugno 2021 ai trials statunitensi di Eugene ha guadagnato la qualificazione ai Giochi olimpici sia nel salto in alto che nel lungo nello stesso giorno. Prima di lui riuscì nell'impresa di ottenere la qualificazione in entrambe le specialità Jim Thorpe, che si qualificò anche nel pentathlon e nel decathlon a Stoccolma 1912.
Ha quindi rappresentato gli Stati Uniti ai Giochi olimpici di Tokyo 2020, raggiungendo la finale in ambo le discipline.
Nel 2023 conquista la medaglia d'argento nel salto in alto ai campionati mondiali di Budapest con la misura di 2,36 m, arrivando alle spalle solo dell'italiano Gianmarco Tamberi.

## Palmarès
| Anno | Manifestazione  | Sede     | Evento         | Risultato | Prestazione | Note                          |
| ---- | --------------- | -------- | -------------- | --------- | ----------- | ----------------------------- |
| 2018 | Mondiali U20    | Tampere  | Salto in alto  | Bronzo    | 2,23 m      | Miglior prestazione personale |
| 2018 | Mondiali U20    | Tampere  | Salto in lungo | 9º        | 7,63 m      |                               |
| 2021 | Giochi olimpici | Tokyo    | Salto in alto  | 7º        | 2,33 m      |                               |
| 2021 | Giochi olimpici | Tokyo    | Salto in lungo | 5º        | 8,15 m      |                               |
| 2022 | Mondiali        | Eugene   | Salto in alto  | 9º        | 2,27 m      |                               |
| 2023 | Mondiali        | Budapest | Salto in alto  | Argento   | 2,36 m      | =                             |
| 2024 | Giochi olimpici | Parigi   | Salto in alto  | 19º (q)   | 2,20 m      |                               |